# 伊犁苏丹国
伊犁苏丹国，又称塔兰奇苏丹国，是1864年至1881年存在于清朝新疆伊犁地区的一个苏丹国地方割据政权。后被俄军入侵占领，中俄签订《伊犁條約》，沙俄交還伊犁，但取得霍爾果斯河以西的外西北地區。

## 建立
清朝同治年间，新疆各地发生叛乱。同治三年(1864年)10月，宁远阿奇木伯克阿布都鲁素（又译为阿布都鲁疏勒）率领维吾尔族塔兰奇屯民起义，攻占宁远城。11月，起义军领导权被已革职的阿奇木伯克迈孜木杂特篡夺，建立“塔兰奇苏丹国”。

## 苏丹
伊犁苏丹国建立者迈孜木杂特本人自封为苏丹；不久后，和卓马合木提杀掉迈孜木杂特，作了第二任苏丹；而后，阿訇肖开特杀了马合木提，当上第三任苏丹；接着，艾拉汗又赶走肖开特，作了第四任苏丹，既最后一任苏丹。一年半的时间内，相继换了4任苏丹。

## 灭亡

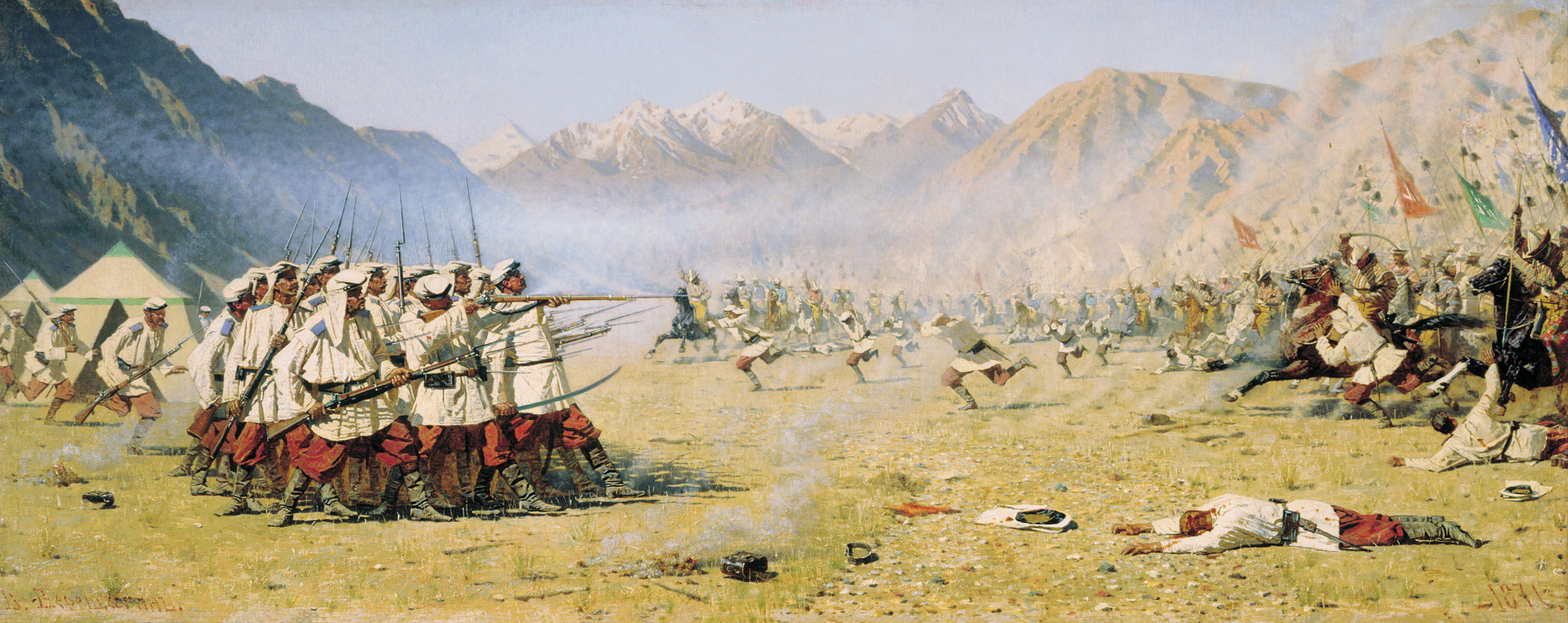
由随军画家瓦西里·韦列夏金于1871年所作，描画俄罗斯民兵分队与伊犁苏丹国部队战斗场面的画作《奇袭》。画家本人也在战斗中受伤。

自成立以来，代表维吾尔族政权的伊犁苏丹国一直与其他民族武装发生冲突，也与俄罗斯帝国的殖民当局发生过冲突。随着伊犁苏丹国与俄罗斯帝国势力关系的进一步恶化(因大玉茲哈薩克人歸屬問題)，俄罗斯帝国决定入侵苏丹国领土。1871年6月，俄军少将格拉西姆·科尔帕科夫斯基率领部队进攻苏丹国，苏丹战败，至此，伊犁苏丹国灭亡。